# Maša Likozar Brankovič
Maša Likozar Brankovič (* 13. April 2009) ist eine slowenische Nordische Kombiniererin.

## Werdegang
Likozar Brankovič hat beim SK Triglav Kranj mit Ski Nordisch begonnen und ist dort von ihrem Onkel Anže Brankovič und Aljaž Vodan trainiert worden. Bei den Nordischen Skispielen der OPA 2022 in Gérardmer hat sie den zwölften Platz im Schülerwettkampf belegt und ist gemeinsam mit Manca Kobentar und Tia Malovrh Dritte in der Staffel geworden. Ein Jahr später hat sie in Gibswil das Einzelrennen der Schülerinnen gewonnen. Nach zahlreichen Siegen ist ihr in der Saison 2023/24 der Youth-Cup-Gesamtsieg gelungen.
Anfang Januar 2025 ist Likozar Brankovič hinter Ema Volavšek slowenische Vizemeisterin geworden. Zwei Wochen später hat sie im Continental Cup in Eisenerz debütiert. Dabei hat sie gemeinsam mit Tia Malovrh den Teamsprint sowie tags darauf das Einzelrennen nach der Gundersen-Methode gewonnen. Bei den Nordischen Junioren-Skiweltmeisterschaften 2025 in Lake Placid hat sie gemeinsam mit Malovrh Silber im Teamsprint geholt. Beim Einzel ist sie als Sechste ins Ziel gekommen. Zum Abschluss ist sie beim Mixed-Team-Wettbewerb Siebte geworden.  Bei den Nordischen Skiweltmeisterschaften 2025 in Trondheim hat sie im Massenstart den 23. Platz belegt. Im Gundersen Einzel ist sie auf Rang 22 ins Ziel gekommen.

## Privates
Likozar Brankovič ist in Vašca bei Cerklje na Gorenjskem aufgewachsen. Sie ist die Tochter der ehemaligen Biathletin Tadeja Brankovič-Likozar. Likozar Brankovič besucht den Sportzweig des France-Prešere-Gymnasiums in Kranj.

## Erfolge

### Continental-Cup-Siege im Einzel
| Nr. | Datum           | Ort      | Disziplin               |
| --- | --------------- | -------- | ----------------------- |
| 1.  | 19. Januar 2025 | Eisenerz | Gundersen Normalschanze |

### Continental-Cup-Siege im Team
| Nr. | Datum           | Ort      | Disziplin    |
| --- | --------------- | -------- | ------------ |
| 1.  | 18. Januar 2025 | Eisenerz | Teamsprint 1 |

## Statistik

### Continental-Cup-Platzierungen
| Saison  | Platz | Punkte |
| ------- | ----- | ------ |
| 2024/25 | 23.   | 100    |